# Puerto de Belén
Puerto de Belén är en ort i Mexiko.   Den ligger i kommunen Xilitla och delstaten San Luis Potosí, i den centrala delen av landet, 220 km norr om huvudstaden Mexico City. Puerto de Belén ligger 782 meter över havet och antalet invånare är 310.
Terrängen runt Puerto de Belén är kuperad åt nordost, men åt sydväst är den bergig. Runt Puerto de Belén är det ganska tätbefolkat, med 90 invånare per kvadratkilometer. Närmaste större samhälle är Villa Terrazas, 10,8 km nordost om Puerto de Belén. I omgivningarna runt Puerto de Belén växer i huvudsak städsegrön lövskog.